# 志鳥バイパス
志鳥バイパス（しどりバイパス）は、栃木県那須郡那珂川町から那須烏山市にかけての国道293号バイパス道路である。
この区間の旧国道293号は、大型車の混入率が高い道路でありながら、人家が連なっており、道路幅員が狭い上、屈曲部が多く、歩道もないことから歩行者、自転車が危険にさらされ、また自動車の走行性も悪い状態で、ボトルネックとなっていた。
この問題点を解決するために2001年から当バイパスが建設され、2009年に全線供用開始した。その結果、通過交通がバイパスに転換し、旧道は生活道路となり、安全で円滑な交通の確保と生活環境の改善が図られることとなった。
地名の志鳥は「しとり」と読みこちらは濁らない。

## 路線データ
２箇所のミニバイパス区間とその間の現道拡幅区間で構成される1.79kmの区間で、歩道は片側のみの構造。
- 起点：栃木県那須郡那珂川町東戸田
- 終点：栃木県那須烏山市志鳥
- 総延長：1.79km
- 車線数：2車線
- 幅員：12m
- 事業費：13億円

## 沿革
- 2001年度：着手
- 2009年1月：全区間供用開始